# Слим Харпо
Слим Ха́рпо (англ. Slim Harpo, 11 января 1924 – 31 января 1970) — американский блюзовый музыкант.
В 1985 году Слим Харпо был включён в Зал славы блюза.
Кроме того, песня «Rainin’ in My Heart» в исполнении Слима Харпо входит в составленный Залом славы рок-н-ролла список 500 Songs That Shaped Rock and Roll.

## Дискография
- См. «Slim Harpo § Discography» в английском разделе.